# كاثرين من فالوا
كاثرين من فالوا (27 أكتوبر 1403 - 3 يناير 1437) كانت ملكة إنجلترا القرينة من خلال زواجها من هنري الخامس،  هي ابنة شارل السادس ملك فرنسا وإيزابو البافارية، وانجبت له وريثه هنري السادس الذي لم يرى والده أبداً بحيث توفي في فرنسا بعد أحد غزواته من الزحار، وأيضا أصبح ملك على أجزاء من فرنسا، وأيضا بعد وفاة زوجها قامت باتصال مع الويلزي أوين تيودور بحيث تزوجته منه سراً واستطعت انجاب له ابنان ومن بينهما إدموند تيودور هو والد هنري السابع ملك إنجلترا، وأيضا لـ كاثرين شقيقة الكبرى إيزابيلا كانت ملكة إنجلترا بزواجها من ريتشارد الثاني، وأيضا هي شقيقة الكبرى لـ شارل السابع ملك فرنسا.